# 彰化縣芬園鄉芬園國民小學
彰化縣芬園鄉芬園國民小學簡稱為芬園國小，位於臺灣彰化縣芬園鄉，乃該鄉歷史最悠久、人數最多的縣立國民小學。

## 校史沿革
- 1903年：11月15日日治臺中州在貓羅堡芬園街成立社口公學校，首任校長為平田丹造（岡山縣出身）[1]。
- 1921年：5月19日改稱芬園公學校。
- 1922年：增設同安寮分教場（今彰化縣芬園鄉同安國民小學）。
- 1941年：4月1日增設下茄荖分教場（今彰化縣芬園鄉茄荖國民小學）。
- 1945年：10月25日改稱臺中縣芬園國民學校。
- 1946年：2月1日下茄荖分教場獨立。
- 1947年：增設溪頭分校（今彰化縣芬園鄉寶山國民小學）。
- 1950年：10月21日改稱彰化縣芬園國民學校。
- 1959年：8月7日八七水災造成該校受災慘重。
- 1960年：5月13日溪頭分校獨立為寶山國民學校。
- 1968年：6月1日因實施九年國民義務教育，校名改成彰化縣芬園鄉芬國國民小學。
- 1974年：設立幼稚園2班。
- 1979年：柯王啟洪捐建圖書館。
- 1980年：8月1日增設富山分校。
- 1983年：8月1日富山分校獨立成彰化縣芬園鄉富山國民小學。
- 1986年：8月因韋恩颱風襲臺，造成校園內一棵高約20公尺的老榕樹倒塌。
- 1998年：6月30日活動中心落成啟用。
- 2003年：6月15日舉辦一百周年校慶活動。
- 2013年：11月9日舉辦一百一十周年校慶活動。
- 2014年：玉山商業銀行捐贈設立玉山圖書館。

## 歷任校長
- 1903年-1910年：平田丹造
- 1911年-1916年：酒匂七之助
- 1917年-1919年：池田宇太郎
- 1920年-1921年：內村英藏
- 1922年-1927年：田中武雄
- 1928年-1930年：手塚廣重
- 1931年-1932年：山下虎之助
- 1933年：小川滋
- 1934年-1935年：力武貞義
- 1936年-1944年：小野澤彌平治
- 1945年-1946年：吳春發
- 1946年-1951年：林安國
- 1951年-1954年：林聖賢
- 1954年-1961年：黃清波
- 1961年-1964年：張錦章
- 1964年-1972年：汪必悟
- 1972年-1977年：王明星
- 1977年-1984年：林景洲
- 1984年-1990年：王明星[2]
- 1990年-1994年：王進坤
- 1994年-1998年：梁瑞興
- 1998年-2003年：謝文生
- 2003年-2010年：洪助誠
- 2010年-2016年：楊式愷
- 2016年-2021年：雲美雪
- 2021年迄今   ：王彩鳳

## 學區
芬園國小的學區包含該鄉之社口村、竹林村、楓坑村、進芬村、芬園村等。

## 外部連結
- 彰化縣芬園鄉芬園國民小學附設幼兒園 （页面存档备份，存于）
- 彰化縣政府教育處 （页面存档备份，存于）